# 1724년
1724년은 토요일로 시작하는 윤년이다.

## 연호
- 청(淸) 옹정(雍正) 2년
- 일본(日本) 교호(享保) 9년
- 후 레 왕조(後黎朝) 바오타이(保泰) 5년

## 기년
- 류큐(琉球) 쇼케이왕(尚敬王) 12년
- 청(淸) 세종 옹정제(世宗 雍正帝) 2년
- 조선(朝鮮) 경종(景宗) 4년
- 후 레 왕조(後黎朝) 유종(裕宗) 20년

## 사건
- 1월 15일 - 루이스 1세, 스페인 국왕으로 즉위
- 5월 29일 - 교황 베네딕토 13세, 245대 로마 교황 취임.
- 8월 30일 - 영조, 조선 21대 국왕으로 왕위에 오름.(음력)
- 청나라, 외국인 선교사 추방.

## 탄생
- 4월 22일 - 독일의 철학자 이마누엘 칸트. (~1804년)
- 7월 2일 - 독일의 시인 프리드리히 고틀리프 클로프슈토크. (~1803년)

## 사망
- 3월 7일 - 244대 로마 교황 교황 인노첸시오 13세. (1655년~)
- 8월 30일 - 스페인의 국왕 루이스 1세. (1707년~)
- 9월 30일 - 조선의 제20대 국왕 경종. (1688년~)